# Luis Filosa
Luis Manuel Filosa Astudillo (San Félix, 15 febbraio 1973) è un ex calciatore venezuelano, di ruolo difensore.

## Caratteristiche tecniche
Giocava come difensore laterale destro.

## Carriera

### Club
Filosa iniziò a giocare nei primi anni 1990: dal 1992 al 1997 giocò per il Mineros de Guayana, in massima serie nazionale. Nel 1997-1998 vinse il campionato con l'Atlético Zulia; per le due annate seguenti militò nelle file dell'Universidad de Los Andes (U.L.A.); tornò al Mineros nella stagione 2000-2001. Con l'Unión Atlético Maracaibo giocò il torneo 2002-2003; nel 2003-2004 disputò la sua ultima stagione in carriera, con il Deportivo Italchacao.

### Nazionale
Giocò 30 partite tra il 1993 e il 2000. Convocato per la Copa América 1993, giocò due delle tre gare del Venezuela in quel torneo. Nello stesso anno partecipò alle qualificazioni al campionato del mondo 1994, giocando 7 incontri. Fu chiamato in Nazionale anche per la Copa América 1995; scese in campo una volta, contro il Messico, subentrando a Chacón al 70º minuto. Nel 1996 giocò invece 5 partite alle qualificazioni al campionato del mondo 1998. Nel 2000 chiuse la carriera in Nazionale, dopo aver giocato durante le qualificazioni al campionato del mondo 2002.

## Palmarès

### Club

#### Competizioni nazionali
- Campionato venezuelano: 1

Atlético Zulia: 1997-1998